# Dècada del 1360
La dècada del 1360 comprèn el període que va des de l'1 de gener del 1360 fins al 31 de desembre del 1369.

## Esdeveniments
- Se signa el Tractat de Brétigny

## Personatges destacats
- Berenguer de Cruïlles
- Pere I de Castella
- Geoffrey Chaucer